# Новотузуклейська сільська рада
Новотузуклейська сільська рада (рос. Новотузуклейская сельский совет) — муніципальне утворення у складі Камизяцького району Астраханської області, Російська Федерація. Адміністративний центр — село Тузуклей.

## Географічне положення
Сільська рада розташована у східній частині району. Територією сільради протікають протоки Волги Тузуклей, Трьохізбенка, Болдушка. На півдні знаходиться Трьохізбинська дільниця Астраханського заповідника.

## Історія
Сільська рада була утворена 1918 року і перебувала у складі Чаганської волості Астраханської губернії. З 1925 року сільрада перейшла у підпорядкування Камизяцького району. 1954 року до складу сільради була включена ліквідована Трьохізбинська сільська рада.

## Населення
Населення — 3127 осіб (2012; 3112 в 2011, 3001 в 2010).

## Склад
До складу сільради входять такі населені пункти:
| Населений пункт      | Населення, осіб (2010) | Населення, осіб (2011) | Населення, осіб (2012) |
| -------------------- | ---------------------- | ---------------------- | ---------------------- |
| Грушево, село        | 400                    | 427                    | 423                    |
| Сизова Грива, селище | 129                    | 114                    | 113                    |
| Трьохізбинка, село   | 199                    | 208                    | 203                    |
| Тузуклей, село       | 2273                   | 2363                   | 2388                   |

## Господарство
Провідною галуззю господарства виступає сільське господарство, представлене колективним господарством «імені Карла Маркса», 2 селянсько-фермерськими господарствами та 1 сільськогосподарським підприємством. У структурі угідь найбільшу площу займають пасовиська (62,7%), рілля (34,3%) та сінокоси (3,0%). Тваринництво займається розведенням великої рогатої худоби, свиней, овець, кіз, коней та птахів. Відповідно основною продукцією виступають м'ясо, молоко, шерсть та яйця. Рослинництво займається вирощуванням овочів (в основному помідори), баштан (в основному кавуни) та зернові. У сільраді розвинено рибальство. Серед промислових підприємств працює приватне підприємство з випічки хлібо-булочних виробів.
Серед закладів соціальної сфери у центрі сільради діють Тузуклейська дільнична лікарня на 10 місць (філіал Камизяцької районної лікарні) та поліклініка на 150 місць, 2 фельдшерсько-акушерських пункти (Грушево, Трьохізбинка), Туулейська та Грушевська середні школиа, Трьохізбинська школа-садочок, 2 сільські бібліотеки (Тузуклей та Грушево), 2 будинки культури (Тузуклей та Грушево). Діють також 10 магазинів, аптека, перукарня, ательє одягу, будинок для пристарілих.
Транспорт у сільраді представлений автомобільною дорогою Камизяк-Тузуклей та судноплавною річкою Тузуклей. Ведуться роботи щодо будівництва дороги Семибугри-Трьохізбинка-Грушево.